# 크리스토퍼 노리스
크리스토퍼 노리스(Christopher Norris, 1953년 10월 7일 ~ )는 미국의 배우, 텔레비전 배우, 영화배우이다.
뉴욕에서 태어났다.

## 영화
- 호텔 - 시리즈 (1983년)
- 욕망의 인파이터 (1983년)
- 사랑의 유람선 (1977년)
- 악몽의 602편 (1976년)
- 아이시스 (1975년)
- 에어포트 75 (1974년)
- 42년의 여름 (1971년)